# Angelo Pagano

Bischofswappen von Angelo Pagano

Angelo Pagano OFMCap (* 15. Januar 1954 in Asmara, Eritrea) ist ein italienisch-eritreischer römisch-katholischer Ordensgeistlicher und Apostolischer Vikar von Harar.

## Leben
Angelo Pagano wurde als Sohn italienischer Einwanderer im damals zu Italien gehörenden Eritrea geboren. Nach dem Schulbesuch und einem Abschluss in Konstruktion ging er 1973 mit seinen Eltern zurück nach Italien. Mit 25 Jahren trat er in den Kapuzinerorden ein und empfing am 25. Juni 1988 das Sakrament der Priesterweihe.
Am 16. April 2016 ernannte ihn Papst Franziskus zum Titularbischof von Ficus und zum Apostolischen Vikar von Harar. Die Bischofsweihe spendete ihm der Erzbischof von Addis Abeba, Berhaneyesus Demerew Kardinal Souraphiel CM, am 29. Mai desselben Jahres. Mitkonsekratoren waren der Apostolische Nuntius in Äthiopien, Erzbischof Luigi Bianco, und sein Amtsvorgänger Woldetensaé Ghebreghiorghis OFMCap.